# Wandmalereien im Département Vienne

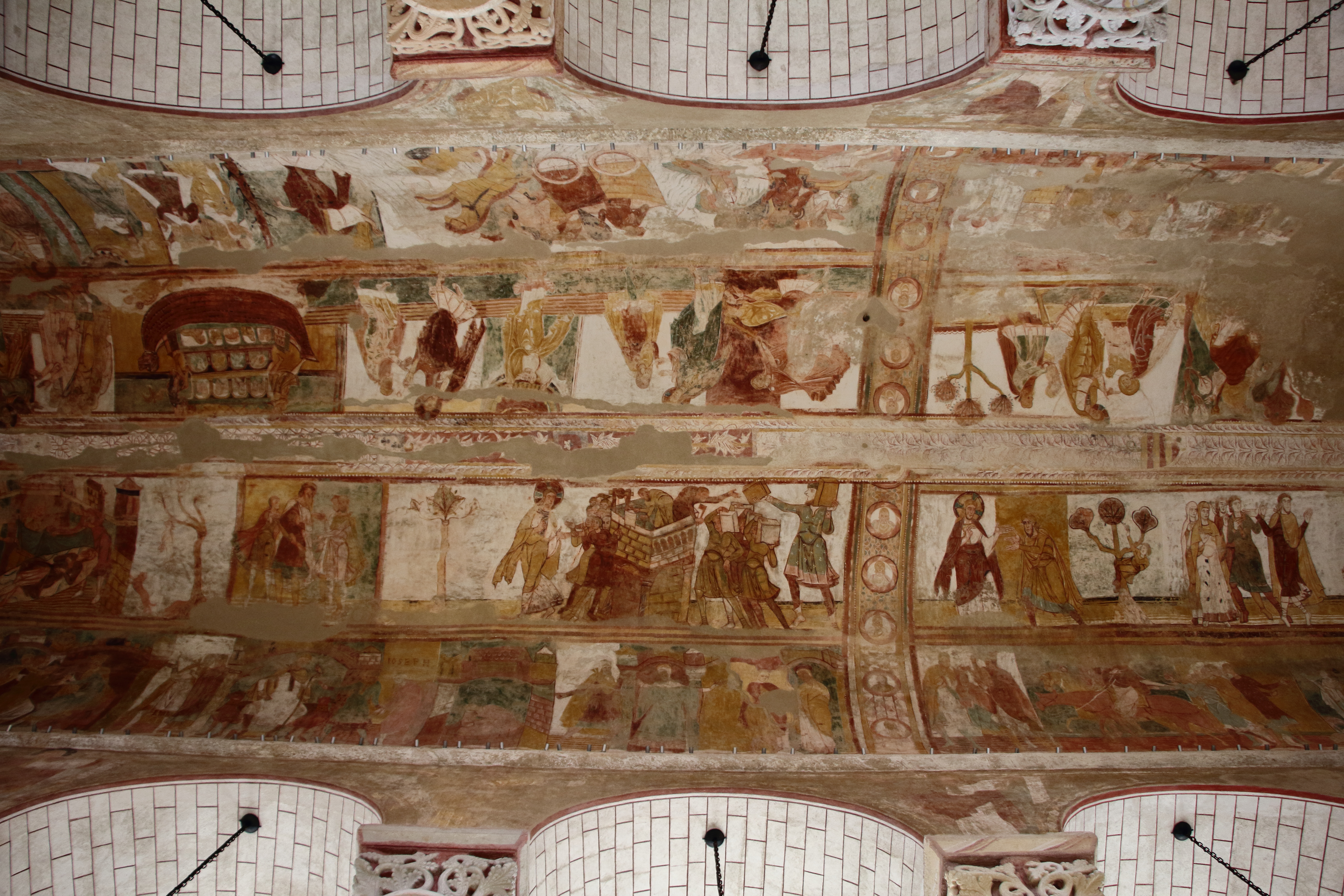
Wandmalerei im Kirchenschiff der Abtei Saint-Savin-sur-Gartempe

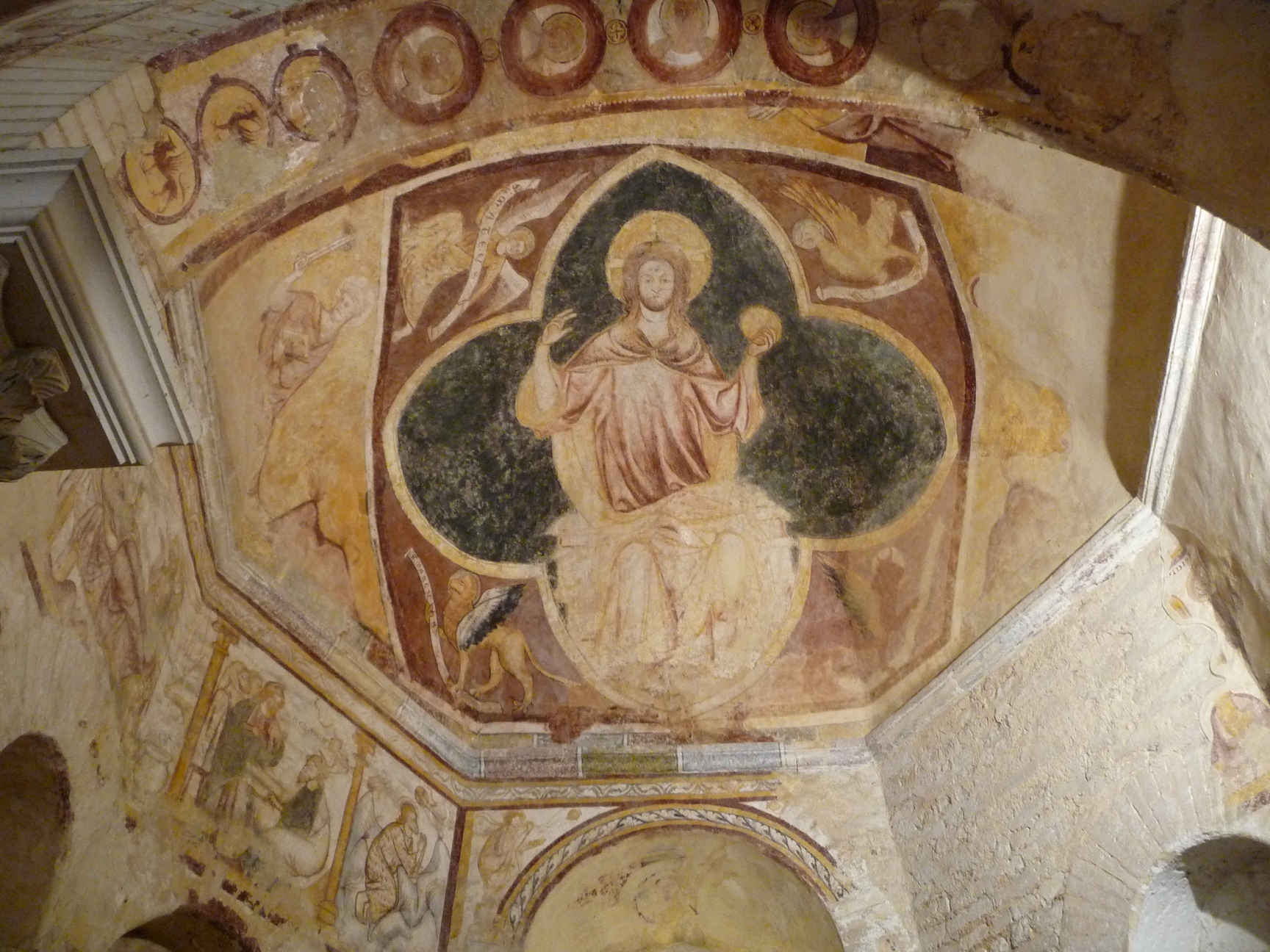
Darstellung der Majestas Domini im Baptisterium St-Jean in Poitiers

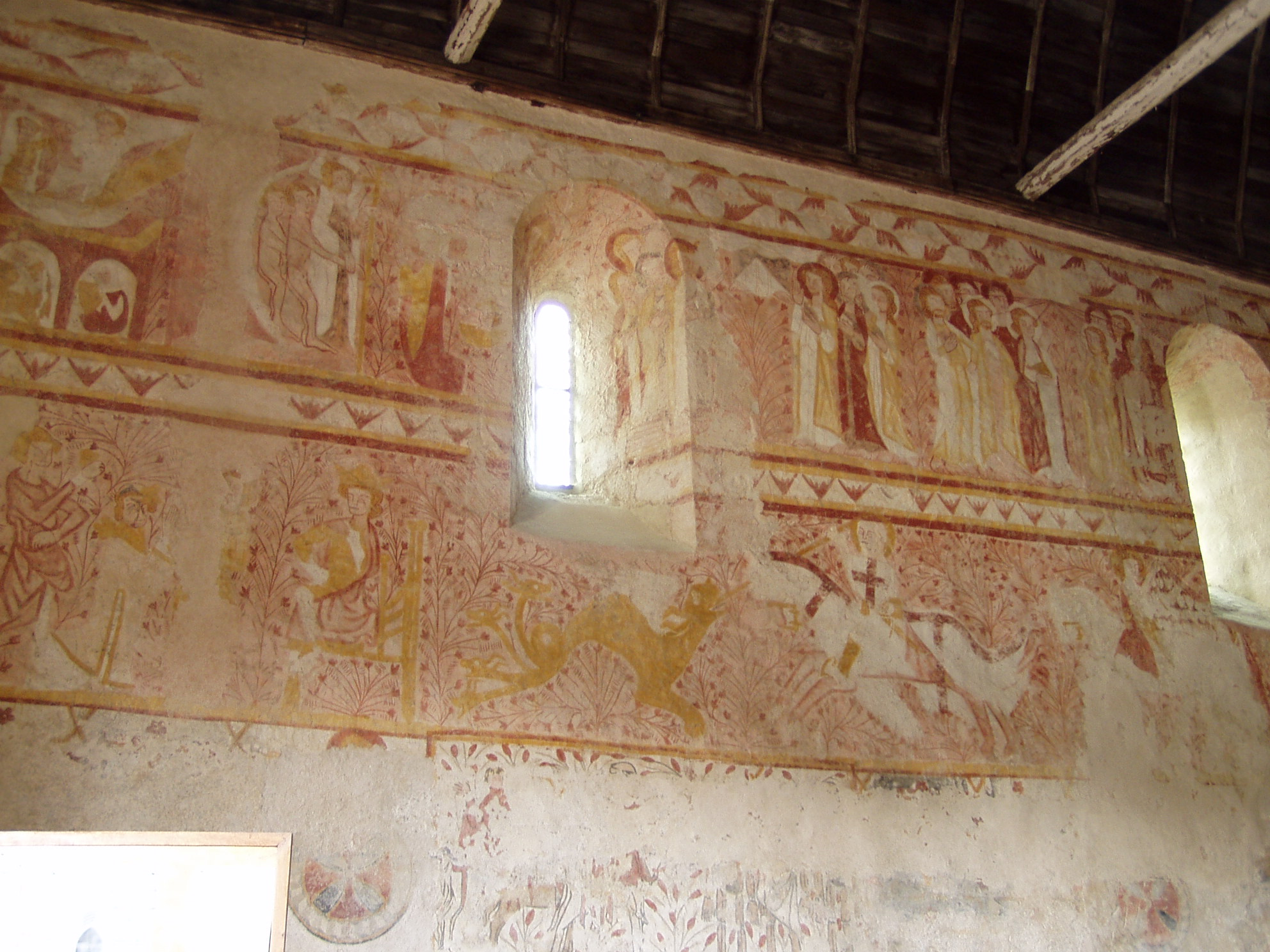
Nordwand des Kirchenschiffs von Notre-Dame in Antigny

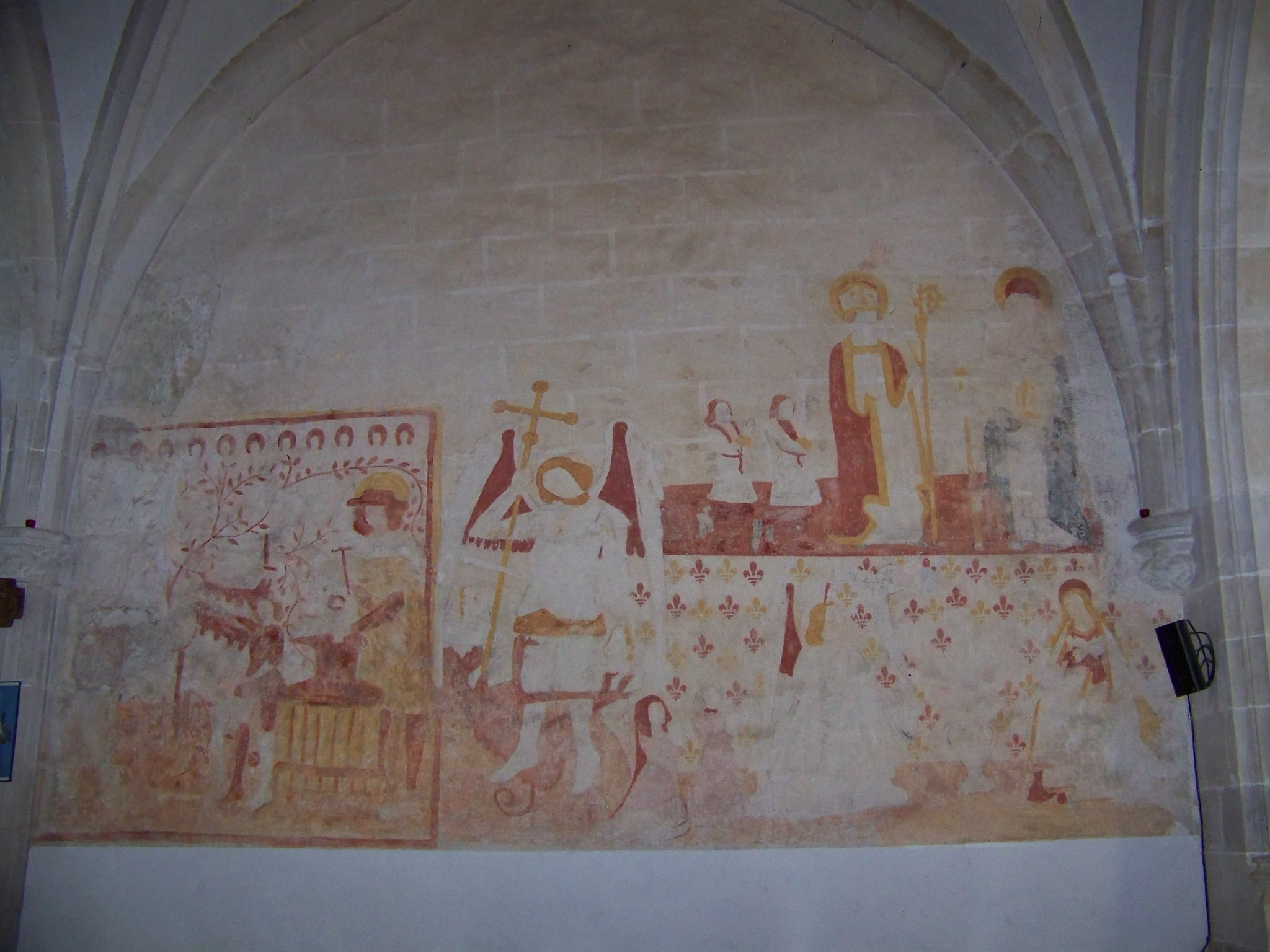
Kirche St-Martin in Champniers

Die Wandmalereien im Département Vienne verteilen sich auf mehr als 120 Gebäude im ganzen Département. Im Jahr 1992 wurde eine umfangreiche Untersuchung dieser Wandmalereien von der Direction régionale des affaires culturelles in Zusammenarbeit mit dem Centre international d'art mural begonnen.

## Geschichte
Im Jahr 1845 erschien die Publikation Notice sur les peintures de l’église de Saint-Savin von Prosper Mérimée (1803–1870), sie war die erste Monographie über Wandmalereien in Frankreich. Im Jahr 1881 erschien ein von Alphonse Le Touzé de Longuemar (1803–1881) geschriebenes Grundlagenwerk mit dem Titel Les anciennes fresques des églises du Poitou, das auch heute nicht mehr vorhandene Wandmalereien beschreibt.
Drei Viertel der Wandmalereien befinden sich in Sakralbauwerken und die Zeit der Gotik ist mit einem Anteil von 40 Bauwerken am stärksten vertreten. In die Zeit der Romanik fallen etwa ein Dutzend Wandmalereien. Die einzigen Wandmalereien in Frankreich, die auf der Liste des UNESCO-Welterbes stehen, befinden sich im Département Vienne, nämlich in der Kirche der Abtei Saint-Savin-sur-Gartempe. Dort ist das größte Ensemble romanischer Wandmalereien in Frankreich erhalten.
Von 1975 bis 1993 wurden in insgesamt 23 Gebäuden Wandmalereien wiederentdeckt und in acht weiteren Gebäuden wurden weitere Teile der Wandmalereien freigelegt.

## Herausragende Werke
Römisch
- Thermen von Sanxay

Karolingisch
- St-Pierre (Saint-Pierre-les-Églises) (10. Jahrhundert)

Romanik
- Abtei Saint-Savin-sur-Gartempe (11. Jahrhundert)
- Notre-Dame Antigny (Vienne) (12. Jahrhundert)

Übergang von der Romanik zur Gotik
- Notre Dame (Montmorillon)

Gotik
- Schloss in Dissay
- St-Jean (13. Jahrhundert)
- St-Martin (Champniers) (15. Jahrhundert)

Renaissance
- St-Porchaire (Poitiers)

17. Jahrhundert
- Kapellenausmalung im Schloss Touffou